# Horst-Wilhelm Jung
Horst-Wilhelm Jung (* 14. April 1938 in Daxweiler) ist ein deutscher Erziehungswissenschaftler, Geschichtsdidaktiker und Historiker.

## Beruflicher Werdegang
Nach dem Abitur (1957) studierte Jung an den Universitäten Mainz und Wien unter anderem Geschichte und Germanistik (1. Staatsexamen für das Lehramt an höheren Schulen 1964). Im Jahr 1965 wurde er mit einer Dissertation über den Mainzer Hofkanzler und Reformator der alten Mainzer Universität Anselm Franz von Bentzel-Sternau zum Dr. phil. promoviert. Nach dem 2. Staatsexamen (1965) arbeitete Jung zunächst als Gymnasiallehrer in Rheinland-Pfalz.
Von 1969 bis 1971 war er Assistent (Assistant à titre étranger) an der Faculté des Lettres et Sciences Humaines in Metz (Frankreich) und von 1971 bis 1975 Wissenschaftlicher Assistent an der Erziehungswissenschaftlichen Hochschule Rheinland-Pfalz, Abteilung Koblenz.
1975 bis 2002 lehrte er als Professor für Erziehungswissenschaft unter besonderer Berücksichtigung der Geschichtsdidaktik und Politikdidaktik an der Universität Hamburg.

## Veröffentlichungen (Auswahl)
- Studienbuch Geschichtsdidaktik. Determinanten und Positionen des historischen Lernens, Stuttgart: Metzler, 1978. ISBN 3476301222
- mit Gerda von Staehr: Historisches Lernen. Didaktik der Geschichte, Köln: Pahl-Rugenstein, 1983. ISBN 3-7609-0770-9
- mit G. v. Staehr: Historisches Lernen II. Methodik der Geschichte. Mit einem Unterrichtsmodell, Köln: Pahl-Rugenstein, 1985. ISBN 3-7609-0956-6
- Höllengespräche oder: Der Traum von der Stellvertretung, Hamburg: Ergebnisse, 1991. ISBN 3-87916-011-2
- mit G. v. Staehr: „Endzeit“ und historisch-politisches Lernen. Didaktische Grundlagen, Münster/Hamburg: Lit, 1993. ISBN 3-89473-920-7
- Katastrophische Lernereignisse, Münster: Lit, 1996. ISBN 3-8258-2764-X